# Кириченко Петро Олексійович
Кириченко Петро Олексійович — голова Гомельського міського виконавчого комітету у 2012—2022 роках (з 2005 року по 19 листопада 2012 року — заступник голови Гомельського облвиконкому).

## Життєпис
У 1982 році закінчив Донецький політехнічний інститут, в 1991-му році — Інститут політології та соціального управління Компартії Білорусі, а також Мінську вищу партійну школу. Кваліфікація за дипломом: інженер -будівельник. Політолог. Викладач соціально- політичних дисциплін у вищих та середніх навчальних закладах.
Проходив службу в лавах Радянської Армії, працював у різних виробничих організаціях і в органах комуністичної партії. Раніше у веденні Петра Кириченка були питання ідеологічної роботи, охорони здоров'я, освіти, культури, фізичної культури, спорту і туризму, засобів масової інформації, кіновідеопрокату, молодіжної політики, релігійних конфесій і національностей, оздоровлення населення, соціального захисту, у тому числі соціальні питання з ліквідації наслідків катастрофи на Чорнобильській АЕС, гуманітарної допомоги, організаційного забезпечення виборів, референдумів та інших важливих суспільно-політичних кампаній та заходів, що проводяться в області, зв'язків з громадськими організаціями, політичними партіями.
17 листопада 2022 року, через вторгнення Росії в Україну, його внесли до санкційного списку Канади.

## Діяльність на посаді голови Гомельського міськвиконкому
Очолював Гомельський міський виконавчий комітет. Забезпечував взаємодію виконавчого комітету та міської Ради депутатів, координував діяльність місцевих адміністрацій, відділів, управлінь та інших підрозділів виконавчого комітету. Являв виконавчий комітет у взаєминах з міською Радою депутатів, іншими державними органами, органами територіального громадського самоврядування, підприємствами, установами, організаціями, об'єднаннями та громадянами.